# Территориальные зоны
Территориальные зоны — зоны, для которых в правилах землепользования и застройки определены границы и установлены градостроительные регламенты.
Территориальные зоны выделяются с учётом: 
- возможности сочетания в пределах одной территориальной зоны различных видов существующего и планируемого использования земельных участков;
- функциональных зон и параметров их планируемого развития, определенных действующим генеральным планом;
- сложившейся планировки территории и существующего землепользования;
- предотвращения возможности причинения вреда объектам капитального строительства, расположенным на смежных земельных участках.

## Виды и состав территориальных зон
В результате градостроительного зонирования могут определяться: 
- жилые зоны (в том числе допускающие различную предельно допустимую этажность застройки);
- общественно-деловые зоны различных типов (деловые, коммерческие, коммунально-бытовые, объектов здравоохранения, культуры и пр.);
- производственные зоны, зоны инженерной и транспортной инфраструктур;
- сельскохозяйственные зоны (зоны сельскохозяйственных угодий, зоны дач, садоводств и др.);
- рекреационные зоны (включающие городские леса, парки и сады, водоемы, объекты спорта);
- зоны особо охраняемых территорий, имеющих особое природоохранное, научное, историко-культурное, эстетическое, рекреационное, оздоровительное и иное особо ценное значение;
- зоны специального назначения (занятые кладбищами, объектами размещения отходов потребления и иными объектами, размещение которых может быть обеспечено только путём выделения указанных зон и недопустимо в других территориальных зонах);
- иные территориальные зоны, выделяемые с учётом функциональных зон и местных особенностей использования земельных участков и объектов капитального строительства.

## Границы территориальных зон на карте градостроительного зонирования
Границы территориальных зон устанавливаются на карте градостроительного зонирования. На карте градостроительного зонирования в обязательном порядке отображаются границы зон с особыми условиями использования территорий, границы территорий объектов культурного наследия. Границы зон с особыми условиями использования территорий, границы территорий объектов культурного наследия, устанавливаемые в соответствии с законодательством Российской Федерации, могут не совпадать с границами территориальных зон.

## Территориальные зоны и функциональные зоны в законодательстве России
Функциональные зоны — зоны, для которых документами территориального планирования (в том числе генеральными планами городских округов, городских и сельских поселений) определены границы и функциональное назначение. Градостроительный кодекс Российской Федерации не содержит норм, обязывающих определять функциональные зоны в соответствии с фактическим использованием территории, поскольку планирование территории направлено не на фиксацию существующего положения, а на её развитие (изменение) в будущем.
Нахождение земель, земельного участка в границах функциональной зоны не определяет их правовой режим, в то время как в границах территориальных зон градостроительным регламентом определяется правовой режим земельных участков, равно как всего, что находится над и под поверхностью земельных участков и используется в процессе их застройки и последующей эксплуатации объектов капитального строительства.